# Sidney Gottlieb
Sidney Gottlieb, pseudonimo di Joseph Schneider (Bronx, 3 agosto 1918 – Washington, 7 marzo 1999), è stato un chimico statunitense, coinvolto in diverse attività segrete della CIA fra cui il progetto MKULTRA.

## Biografia
Nato nel Bronx da immigrati ebrei-ungheresi, fu balbuziente dalla nascita e a causa di una malformazione al piede è stato esentato dal servizio militare durante la seconda guerra mondiale. Ha studiato presso la CalTech, ottenendo un dottorato di ricerca in chimica e un master in logopedia.
Nel 1951 ha iniziato a lavorare per la CIA come direttore del Technical Services Staff (TSS), branca della CIA per la ricerca di metodi efficaci per portare avanti gli interrogatori. Soprannominato "Stregone nero" (Black Sorcerer) o "Sporco imbroglione" (Dirty Trickster) per i suoi esperimenti sul controllo mentale, diresse il progetto MKULTRA somministrando LSD e altri allucinogeni a soggetti non consenzienti per trovare "tecniche che piegassero la psiche umana al punto di ammettere qualsiasi cosa". Nell'ambito di questo progetto sponsorizzò diversi psichiatri controversi tra cui Donald Ewen Cameron e Harris Isbell.